# Oil Combustibles
Oil Combustibles es una empresa petrolera argentina.
Formó parte del Grupo Indalo, cuyos dueños son Cristóbal Manuel López, Carlos Fabián De Sousa.
Oil Combustibles adquirió Petrobras, y esto le derivó en un conflicto con la empresa de origen brasilero Odebrecht.

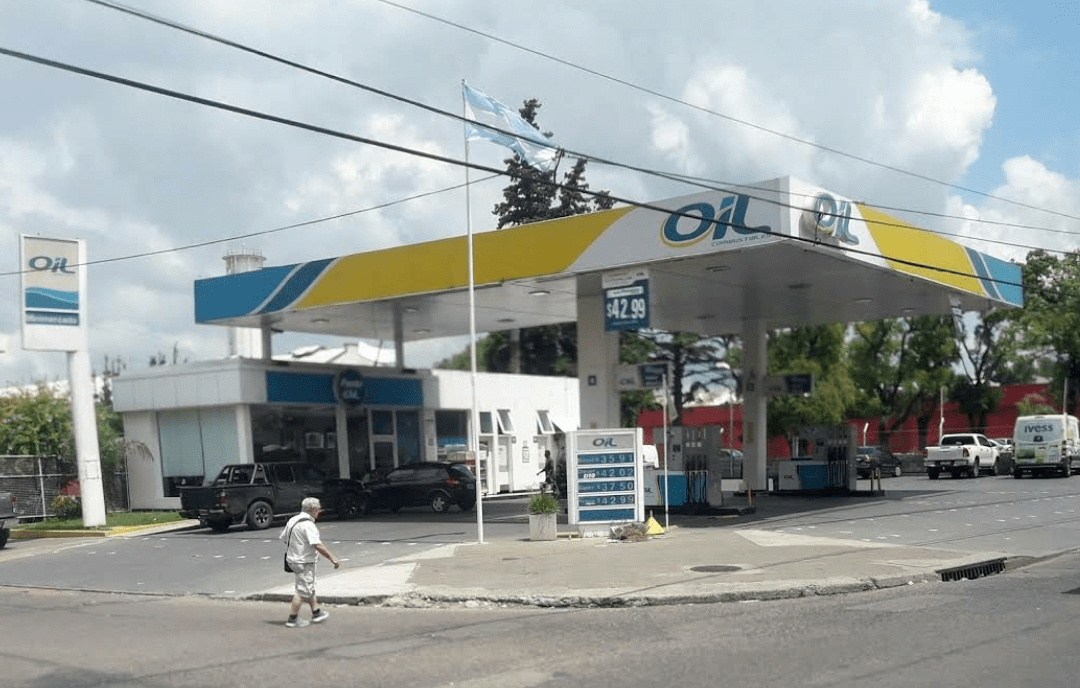
Una estación de servicio de la marca.

En 2017 la Corte Suprema de Justicia declaró "fraudulento" el concurso de la empresa y determinó "la nulidad de la apertura del concurso preventivo de Oil Combustibles".
La prensa, la justicia y el hampa vinculan el uso fraudulento de esta empresa para el lavado de activos con fines políticos vinculados al gobierno argentino.

## Causas judiciales

### "López Cristóbal y otros s/ Defraudación contra la Administración Pública"
La empresa está involucrada en una litigio denominado "4943/2016 - López Cristóbal y otros s/ Defraudación contra la Administración Pública" en la que se acusa a los involucrados de beneficios irregulares por parte de la AFIP conducida en dicho momento por Ricardo Echegaray.

«Echegaray está procesado por haber supuestamente beneficiado a Oil Combustibles con un plan de pago para el impuesto a los combustibles líquidos que la empresa de López y De Sousa» las maniobras realizadas por Cristóbal López y Fabián De Sousa fueron "ruinoso y fraudulento" al considerar que Oil Combustibles solicitó "un total de 192 planes.

En la causa cargo de la misma jueza, María Servini. Es la causa por las amenazas y el intento por desapoderar a los dueños del Grupo Indalo, en especial de sus medios de comunicación, que tuvo como protagonista al operador judicial Fabián Rodríguez Simón. En esa investigación aparecen exactamente los mismos números que llamaban al creador de $LIBRA. Surgieron en un entrecruzamiento de llamados que se hizo sobre teléfonos de Rodríguez Simón y varios exfuncionarios y allegados al expresidente Macri. Tenían llamadas donde aparecían esas líneas, que oficiaban de "intermediarias" de comunicaciones que se originaban en números que quedaban ocultos.

### "Agosto y otros s/ averiguación de delito"
Al mismo tiempo en la causa judicial 8284/2016 con carátula "Agosto y otros s/ averiguación de delito" el juez Ercolini procesó a ambos dueños del Grupo Indalo por los vínculos con el negocio, que a su vez es propiedad de Osvaldo José Sanfelice, a partir de la empresa Agosto SA.
La empresa Agosto SA, dedicada al alquiler de maquinaria, Alcalis de la Patagonia (ALPAT), Oil M&S y CPC SA, y Agosto SA.
es la única empresa productora de carbonato de sodio de Sudamérica. Su planta, con capacidad instalada de 225.000 toneladas anuales está situada en el extremo de Punta Delgado, a 2,5 km de San Antonio Oeste en la provincia de Río Negro. La misma fue diseñada en base al proceso Amoníaco-Soda. Asimismo, la empresa explota la cantera de caliza y la salina.
La firma comenzó las pruebas de producción a principios de 2005 y en septiembre de ese año empezó a comercializar el producto.
En 2006, la compañía fue adquirida por Grupo Indalo. Actualmente, emplea alrededor de 500 personas y exporta a sus productos a Brasil, Chile, Uruguay, Paraguay y Bolivia.
En julio de 2019, peritos de la Corte Suprema determinaron que los planes de pago que había solicitado Oil estaban regularizados a diciembre de 2015 y que el monto total de la deuda financiada era de $2.200 millones, de los cuales $1.600 ya habían ingresado a la AFIP. Al mismo tiempo, el ex contador de la familia Kirchner sindicó a Sanfelice como pieza clave en las operaciones inmobiliarias.>En 2019 la justicia federal a manos de Servini procesó a un empresario macrista Orly Terranova por intento de extorsión al empresario Cristóbal López y lo embargó en 5.100 millones de pesos por una denuncia según la cual el gobierno través de Orly Terranova quería quedarse con Oil Combustibles, señalando en la investigación un plan del gobierno para ahogar financieramente a la empresa para quedarse con los medios de comunicación de la misma encarcelado al empresario y alinearlos al gobierno.

## Automovilismo
La empresa tuvo un programa de patrocinio de automovilismo bajo la marca Oil Competición, patrocinando a José María López (no relacionado con Cristóbal López) y a Emiliano y Nazareno López (hijos del dueño).